# Ligne Staline

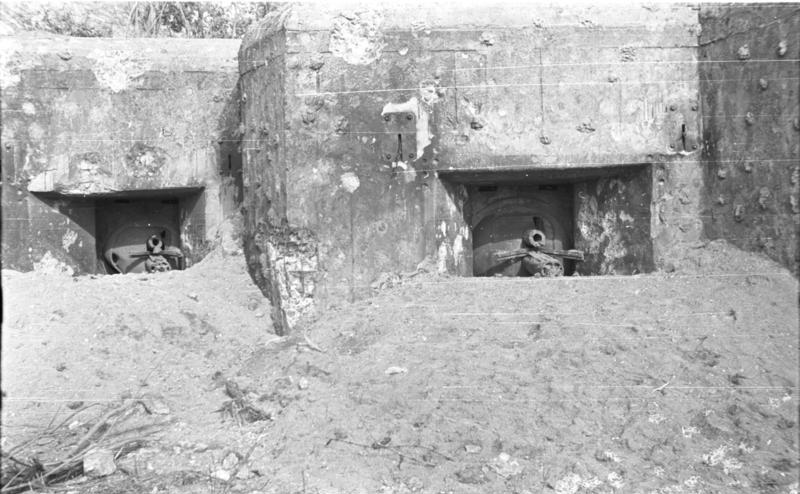
Casemate de la ligne Staline près de Mogilev (Biélorussie).

La ligne Staline est un ensemble de casemates, d'emplacements de canons et de fortifications construit dans les années 1920 afin de protéger les frontières occidentales de l'URSS d'une agression extérieure. Son concept est similaire aux secteurs les plus légers de la ligne Maginot française et à la ligne Siegfried allemande.

## Historique
Les travaux débutent en 1928 et prennent fin en 1939. Les fortifications s'étendent de la Baltique à la mer Noire.

### Seconde Guerre mondiale

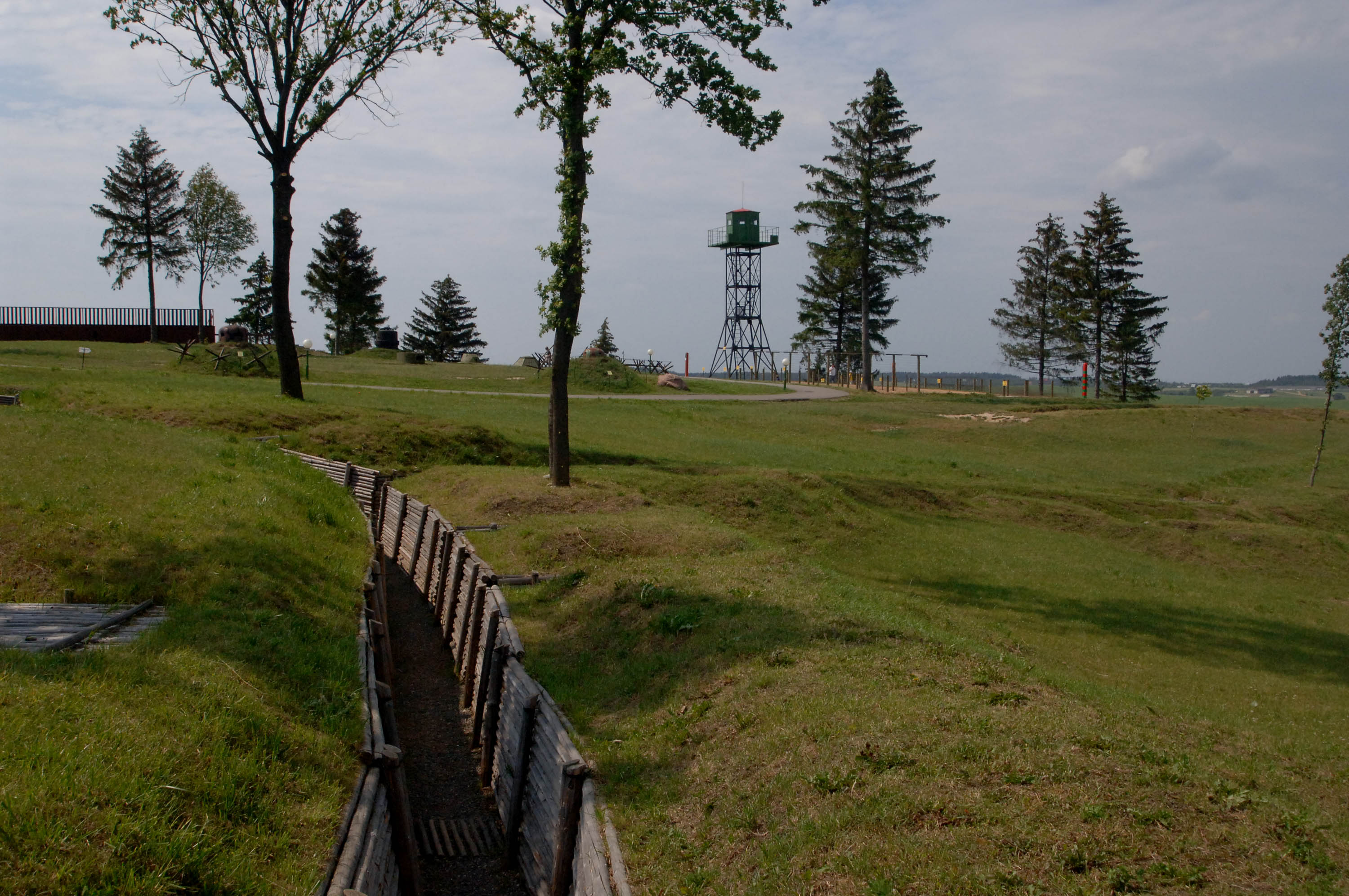
Restes de la ligne Staline près de Minsk (Biélorussie).

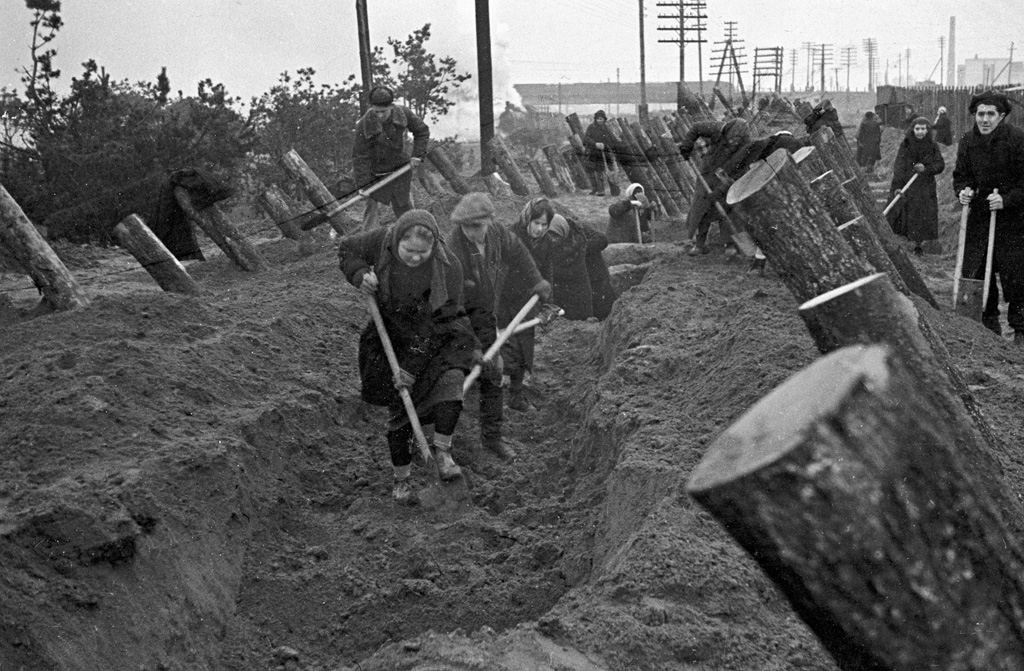
Fortification russe
Photo Boris Vdovenko (1941)

À la suite du pacte Molotov-Ribbentrop et de la conquête des pays baltes, de la Bessarabie et d'une partie de la Pologne par les Soviétiques en 1939-1940, Joseph Staline prend la décision d'abandonner la ligne au profit de la ligne Molotov censée protéger les nouvelles frontières de l'URSS, plus à l'ouest. Un certain nombre de généraux soviétiques estiment cependant qu'il est préférable de la conserver afin d'avoir une défense en profondeur, mais cette vision entre en conflit avec la doctrine militaire soviétique d'avant la Grande guerre patriotique.
L'invasion de l'URSS (opération Barbarossa) par l'Axe en 1941 prend les Soviétiques de court, leur nouveau système de défense n'étant pas encore achevé. Toutefois certains ouvrages de la ligne Staline, opérationnels, contribueront à ralentir la progression des troupes allemandes.

### Postérité
Certaines fortifications de la ligne ont été conservées et sont aujourd'hui visitables en Biélorussie, en Russie, en Ukraine et en Moldavie orientale.